# Stazione di San Lorenzo Maggiore
Stazione di San Lorenzo Maggiore vasútállomás Olaszországban, Ponte településen.

## Vasútvonalak
Az állomást az alábbi vasútvonalak érintik:
- Nápoly–Foggia-vasútvonal

## Kapcsolódó állomások
A vasútállomáshoz az alábbi állomások vannak a legközelebb:
- Stazione di Ponte-Casalduni
- Stazione di Solopaca